# Megacomputer
Un megacomputer è un computer generalmente dotato di un numero molto elevato di microprocessori (µP). Si caratterizza per un costo abbastanza elevato e per la proprietà di società o enti di ricerca che condividono il loro utilizzo tra molti dipendenti o ricercatori. Hanno un ingombro molto elevato.
Di questa famiglia fanno parte i supercomputer, i mainframe, i minicomputer ed i server.